# Formicoxenus quebecensis
Formicoxenus quebecensis (лат.) — вид мелких муравьёв трибы Crematogastrini (ранее в Formicoxenini) из подсемейства Myrmicinae (Formicidae). Эндемик Канады.

## Распространение
Северная Америка: Канада.

## Описание
Мелкие желтовато-коричневого цвета муравьи размером 2—3 мм. Социальные паразиты более крупных видов муравьёв, например, вида Myrmica alaskensis Wheeler, 1917, в гнёздах которых они обитают.

## Охранный статус
Эти муравьи включены в «Красный список угрожаемых видов» (англ. IUCN Red List of Threatened Animals) международной Красной книги Всемирного союза охраны природы (The World Conservation Union, IUCN) в статусе Vulnerable D2 (таксоны в уязвимости или под угрозой исчезновения).